# LEDA 1818016
LEDA 1818016은 페가수스자리 방향으로 약 2억 4,000만 광년 떨어진 타원 은하이다.